# 垂花飞廉

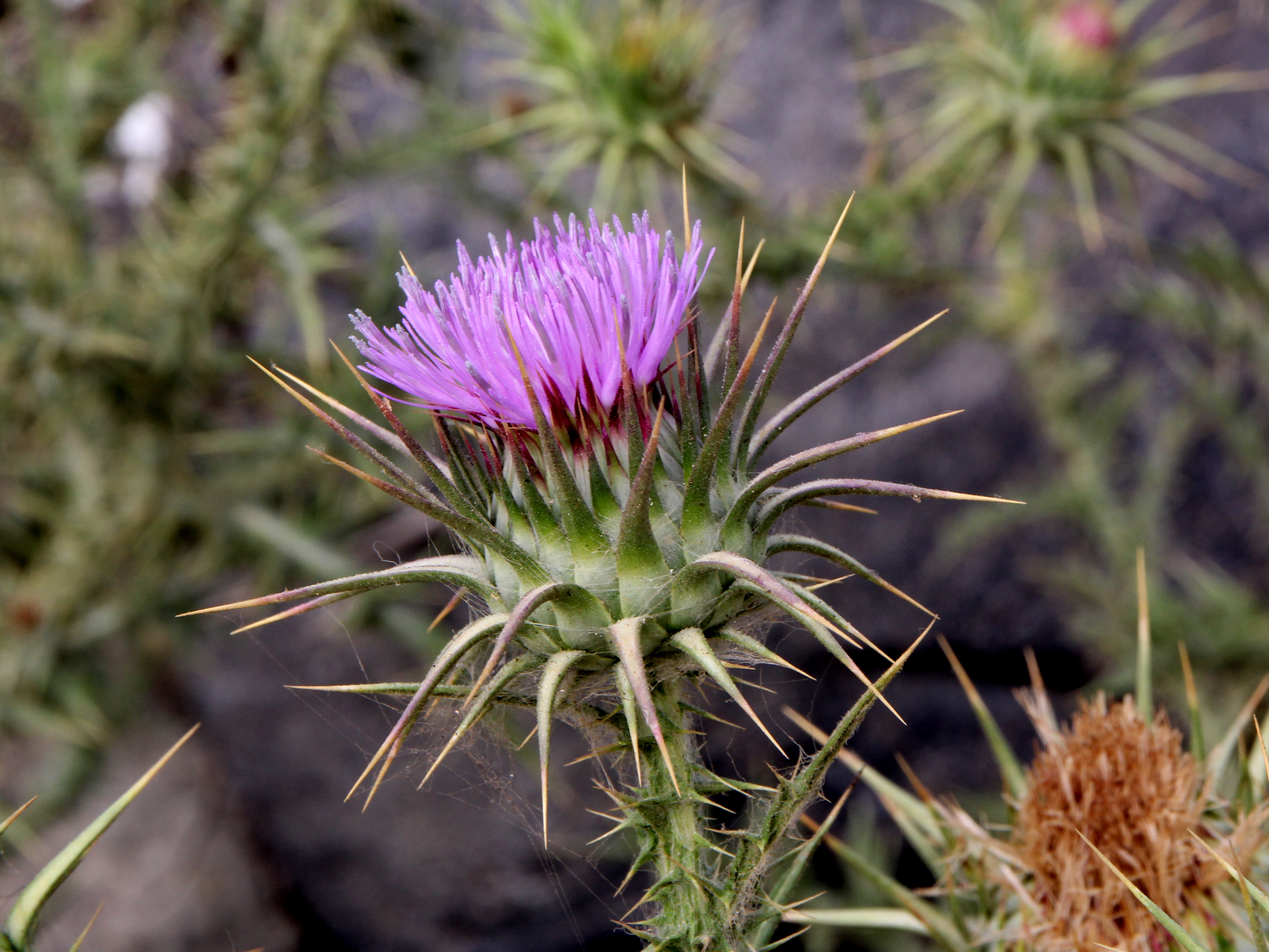
Carduus nutans

垂花飞廉（学名：Carduus nutans）为菊科飞廉属的植物。分布在北非、欧洲、俄罗斯以及中国大陆的新疆等地，生长于海拔540米至2,300米的地区，一般生于田边、山谷或草地，目前尚未由人工引种栽培。垂花飞廉是一种优良的蜜源植物。欧洲、北非、苏联中亚及西伯利亚都广有分布。中国分布新疆天山（乌鲁木齐、特克斯）、准噶尔阿拉套（塔城）、准噶尔盆地（沙湾、查布查尔）。模式标本采自西欧。

## 延伸阅读
[在维基数据编辑]
 《欽定古今圖書集成·博物彙編·草木典·飛廉部》，出自陈梦雷《古今圖書集成》